# Рафаел Барба
Рафаел Барба је измишљени лик којег је тумачио Раул Еспарза који се придружио глумачкој екипи дуготрајне НБЦ-ове криминалистичке драме Ред и закон: Одељење за специјалне жртве на епизодној основи у епизоди „Двадесетпет чинова“ у 14. сезони. Лик је унапређен у главни лик у 15. сезони и изашао је из серије током 19. сезоне. Од 21. сезоне гостује и појавио се у једној епизоди огранка Ред и закон: Организовани криминал.

## О лику
Помоћник окружног тужиоца Рафаел Барба прешао је из тужилаштва у Бруклину на Менхетн пошто је затражио такозвани "бочни потез". Барба је доведен да ради са Одељењем за специјалне жртве по налогу привременог капетана ОСЖ-а Стивена Хариса (Адам Болдвин) због последица случаја трговине људима у вези са сексом и мићењем у полицији. Он је агресиван, често немилосрдан тужилац који врши притисак не само на детективе, већ и на жртве и сведоке, како би добио случајеве. Начитан је и воли да помиње писце као што су Том Волф и Курт Вонегат.
Док је био ПОТ Одељења за специјалне жртве, постао је близак пријатељ детективке (касније нареднице, поручнице па капетанке) Оливије Бенсон (Мариска Харгитеј) и били су повереници једно другом у тешким случајевима. Посебно се она снажно ослањала на њега када је њен усвојени син Ноа отет. Она га од миља зове „Рафа“. Међутим, њихов однос постао је јако затегнут пошто је заступао Ричарда Витлија (Дилан Мекдермот), гангстера који је наручио убиство Кети Стаблер (Изабел Гилис), супруге Бенсониног бившег ортака Елиота Стаблера (Кристофер Мелони).

## УнутарОСЖ-а
У свом првом случају са Одељењем за специјалне жртве, он гони силовање слично бестселеру еротског романа Двадесетпет чинова Џоселин Пејли (Ана Кламски) која је жртва силовања. Барба говори детективима да открију све и свашта о Пејлијевој и њеном силоватељу, водитељу емисије Адаму Кејну (Роџер Барт). Пошто су пожурили да изведу Пејлијеву да сведочи, Барба и детективи откривају да није она написала књигу што Барбу приморава да буде маштовит са суђењем. Барба се руга Кејну каишем везаним око врата што је довело до тога да се он обрушио и кренуо да га дави са леђа на исти начин као и Пејлијеву. После овога, порота је прогласила Кејна кривим.
Барба се суочио са окружним тужиоцем општине Сафолк Пам Џејмс (Џејн Качмарек) у епизоди „Прелепа намештаљка“ пошто је жртва силовања на Менхетну оптужена за убиство свог бившег дечка у општини Сафолк. Бенсонова доводи у питање оптужбе против те жене и прикупља довољно доказа да Барба може да суди подмићеном истражитељу тужилаштва Мајклу Прову (Енвер Ђокај) за исто убиство док се он и Џејмс тркају да добију пресуду пре овог другог. Барба и детективи ОСЖ-а откривају бруку у тужилаштву општине Сафолк јер је Прово сместио младој жени убиство. Барба је понудио да поштеди Џејмсово тужилаштво још веће срамоте ако Прово буде осуђен за убиство у општини Сафолк.
У епизоди "Чудна заљубљеност", Барба и детективи имају тешкоћа да убеде поп звезду Мишу Грин (Тифани Робинсон) да сведочи против свог насилног дечка, хип-хоп уметника Кејлеба Брајанта (Јуџин Џоунс). Након пуцњаве у којој је убијен њен менаџер, а Брајант постао осумњичени, Барба и Бенсонова убеђују Гринову да сведочи пред поротом. Али када је на крају сведочила, она је рекла Барби да њен дечко није био на лицу места и да су јој Барба и Бенсонова рекли да то каже. Пошто је Брајант избегао кривично гоњење, пар бежи на одмор, а Брајант је њу на крају пребио на смрт.
Пред крај четрнаесте сезоне, Барба се зближио са екипом и они се ослањају на његове правне савете у многим случајевима који су им додељени. У епизоди "Плавац на тајном задатку", Бенсонова одлази код Барбе у покушају да пружи доказе који би можда могли да ослободе њеног дечка детектива Брајана Кесидија (Дин Винтерс) оптужби за силовање. Барба је већ имао доказе и, иако није водио случај, будно је прати суђење. На крају сезоне у епизоди „Њени преговори (1. део)“, детективка Аманда Ролинс (Кели Гидиш) позива Барбу у испоставу за викенд због прекршаја Б категорије јер верује да је преступник Вилијам Луис (Пабло Шрајбер) опаснији од оптужби. Испоставило се да је Луис низни силоватељ и убица, а Барба безуспешно покушава да га осуди. У епизоди „Психо/терапеут“ у 15. сезони, Барба још једном суди Луису, овог пута за неколико силовања и убистава и за отмицу Бенсонове. Случај постаје сложен када је Луис одлучио да се самозаступа како би додатно мучио Бенсонову. Барба је успео да осуди Луиса за већину оптужби, али не и за покушај силовања Бенсонове.
У епизоди „Октобарско изненађење“ у 15. сезони, ОСЖ прогони Барбиног пријатеља из детињства Алекса Муњоза (Винсент Лареска), фаворита за градоначелника Њујорка, због непристојног излагања и поседовања дечје порнографије. Иако Барба у почетку није вољан да помогне у истрази, постао је више усредсређен на то да уради праву ствар када је постало јасно да је Муњоз крив. Барба даје Муњозу прилику да "прескочи" упозоравајући га на тежину оптужби што је раздражило детективе, поготово детектива Ника Амара (Дени Пино). Барба је на крају био приморан да подигне оптужницу против Муњоза упркос поновљеним упозорењима и претњама Муњоза, његовог менаџера и Муњозове жене која је случајно имала везу са Барбом. Прегршт појединости у вези са Барбиним раним животом откривен је и у епизоди „Децембарска краткодневница“. У тој епизоди је поменуто да је одрастао у Бронксу и да је као стипендију похађао Универзитет Харвард.
Од 16. сезоне па све до Барбиног изласка из серије, траје шала у којој га детектив Доминик „Сони“ Кариси мл. (Питер Сканавино), који се школује за правника, живцира нежељеним правним саветима и подацима о правном саставу који он већ познаје.
Серија такође пружа неколико појединости о Барбиној породици. Имао је тежак однос са оцем. Каже да је старији Барба „покојан 15 година, а моја се рука и даље савија у песницу кад год помислим на њега“. Касније је откривено да је његов отац умро након што је пао у шећерашку кому. Без обзира на то колико није волео свог оца, Барба није могао да натера себе да га скине са апарата за одржавање живота па је једноставно пустио да болест иде својим током. Он и његова мајка Лусија (Мерцедес Руел), брине о Барбиној баки Каталини (Ен Бетанкур). Када Каталина више није могла да брине о себи, Барба је покушао да је пресели у старачки дом против њене воље, како Лусија не би напустила посао директора чартер школе да би се бринула о њој. Када је Каталина умрла од срчаног удара непосредно пре селидбе, Барба је кривио себе.
У епизоди седамнаесте сезоне „Укрштање живота“, Барба је кренуо на затворског чувара на Рајкеровом острву Герија Менсона (Бред Гарет) који је силовао затворенице. Док је Барба подносио оптужбе против њега, цео састав затворске страже се окренуо против њега. Убица је запретио Барби у лифту суда и на степеницама испред након изјаве за новинаре. У следећој епизоди „Проласци срца“, Барба открива да је примао претње и пре случаја Менсон. Ролинсова и њен ортак Доминик Кариси мл. (Питер Сканавино) наставили су да му помогну да их идентификује и додељена му је пратња.
У епизоди 18. сезоне „Свезналица“, Барба се изненада повукаоиз истраге осумњиченог за силовање и убиство Дејвида Виларда (Крис Дајмантопулос) за којег је Бенсонова тражила налог за претрес, а није рекла разлог свог избора. Бенсонова добија налог од другог ПОТ-а, а претресом Вилардове пословнице пронађен је мобилни телефон за једнократну употребу. Један од примљених позива био је од младе девојке за коју се доказало да је повезана са Барбом. Њена мајка, зависница од хероина, неколико година раније била је сведокиња у једном његовом случају. Он је платио мајци како би обезбедио сведочење, знајући да ће новац употребити за куповину дроге, а она је касније умрла од прекомерне количине дроге. Барба је почео да шаље новац ћерки сваког месеца и схватио да је Вилард сигурно хаковао његов банковни рачун да би искористио ове податке против њега. Епизода се завршила тако што Барба није био сигуран у своју будућност у тужилаштву. У следећој епизоди "Новости" вратио се у судницу, говорећи Бенсоновој да је управо завршио одслужење удаљења са дужности.
Барба напушта тужилаштву половином деветнаесте сезоне у епизоди „Неоткривена земља“. Његово жаљење због тога што је оставио свог оца у коми на апаратима за одржавање живота навело га је да искључи апарате за одржавање живота за Дру Хаусхолдер, бебу у трајном вегетативном стању чији су се родитељи свађали око тога да ли да прекину живот детету. Тужилац Џек Мекој (Сем Вотерстон) наваљивао је да му се суди за убиство. Иако је ослобођен оптужби, Барба је одлучио да је време да окрене нови лист после 21 године као тужилац. Заменио га је Питер Стоун (Филип Винчестер).
Барба је касније виђена у епизоди 21. сезоне „Искупљење у њеном углу“ u видео-разговору са Бенсоновом док је истраживао изборну крађу у Ајови. Он је честитао Бенсоновој раније срећан рођендан и обећао да ће се касније састати са њом у Њујорку. Барба је следећи пут виђен у епизоди 22. сезоне "Невидљиви у дивљој земљи" када се вратио у Њујорк да ради са Пројектом невиности. Бенсонова и Тутуола тражили су од њега помоћ у преговорима о блажој нагодби за војног ветерана оптуженог за убиство силоватеља своје ћерке. Он се састао са Карисијем који је у међувремену постао ПОТ и који одбија да разговара о споразуму о признању кривице осим ако сам Барба не брани ветерана. Барба је пристао и он и Кариси су се на крају парничили у судници. Када је ветеран проглашен кривим за убиство из нехата, Барба је попио пиће са Карисијем и отишао је да посети своју мајку пре него што оде на Флориду. На изласку је налетео на Бенсонову која је приметила да је своју одбрану за странку користио више као начин да пронађе искупљење за еутаназију Дру. Барба одговара да још увек покушава да пронађе начин да се помери из своје прошлости. Пошто су потврдили да недостају једно другом, њих двоје су једно другом честитали Нову годину.
У епизоди 23. сезоне „Тужилаштво против Ричарда Витлија“, Барба је наљутио и Бенсонову и детектива 1. разреда Елиота Стаблера (Кристофер Мелони) бранећи мафијаша Ричарда Витлија (Дилан Мекдермот), човека који је наручио убиство Стаблерове супруге Кети (Изабел Гилис). Током суђења је тврдио да је њујоршка полиција подметнула Витлију и доводи у сумњу случај тужилаштва испитујући Стаблера о његовом ПППС-у и његовој вези са Витлијевом бившом супругом Анђелом (Тамара Тејлор). Када је Бенсонова рекла Барби како се осећа изданом због његових поступака, Барба схвата да је овај пут отишао предалеко и оштро је одбио Витлијеву понуду да постане његов саветник након суђења. Пошто је суђење поништено јер је порота била подељена, Барба се појавио у огранку Ред и закон: Организовани криминал у епизоди „Божићна“ у којој је посетио Витлија у затвору како би га обавестио да су оптужбе за убиство повучене и да ће изћи из затвора. Иако је Витли поново тражио од Барбе да размисли о његовој понуди, Барба је опет одбио да постане саветник шефа подземља.

## Развој
Мислим да нема ништа лепо у вези [ПОТ Рафаела] Барбе. Он је на неки начин кретен, али ја га волим... И то је у реду. Он је у основи добра особа и обавља посао.

– Раул Еспарза о лику Барбе.
Извршни продуцент Одељења за специјалне жртве Ворен Лајт обратио се Раулу Еспарзи да се појави у серији као помоћник окружног тужиоца. Лајт је раније радио са Еспарзом у бродвејској продукцији Скок вере из 2012. и наваљивао је на писању лика за Еспарзу који би употпунио своје глумачке снаге „јер је желео да наставе да раде заједно“. У почетку је имао резерве према прихватању улоге јер није веровао да ће га то задовољити колико је то био његов сценски рад и био је забринут да телевизијска глума захтева другачији сет вештина. Међутим, Еспарза је веровао да ће му та улога понудити време за „опоравак“ од Скока вере која се „распала”. Пријавио се за улогу јер је „било најбоље време да се удаљим од места где ми је срце сломљено“.
Пре него што је добио улогу Барбе у ОСЖ-у, Еспарза се појавио у једној епизоди серије Ред и закон: Злочиначке намере 2009. у којој је тумачио ПОТ-а са мрачном тајном и серије Ред и закон из 2010. у коју је тумачио новинара таблоида.
Дана 12. јула 2013. објављено је да ће се Еспарза придружити главној постави као Барба у петнаестој сезони серије. Лајт је о унапређењу рекао рекао: „Учинити га [Еспарза] чланом главне поставе је мали начин да се ода признање његовом огромном доприносу нашој серији“. Барба је први редовни ПОТ у серији после Александре Кабот (Стефани Марч) након једанаесте сезоне и први мушкарац.
У тринаестој епизоди 19. сезоне, Еспарза је напустио главну поставу. Одлучио је да напусти улогу рекавши: „Урадио сам шест сезона, осећао сам да је време да идем. Истражио сам много тога о чему сам мислио да се Барба бави. Само сам осетио да је време да кренем даље."

## Пријем
Телевизијска критичарка часописа Њујорчанин Емили Нусбаум похвалила је Еспарзин приказ лика наводећи да је „[Еспарза] главна предност као кицошки ПОТ Рафаел Барба“.
Према Еспарзи, Барбина „блистава, савремена одела... и елегантни трегери” су популарни на интернету, а Кејт Стенхоуп из ТВ водича је додала да су „дизајнерске ствари овог лика биле хит међу обожаваоцима”.